# Skovdalen Atletikstadion
Skovdalen Atletikstadion er et atletikstadion i Aalborg. Stadionet er Aalborg AMs hjemmebane. 
Atletikken har fundets længe i Skovdalen. To af byens ældste klubber Idrætsklubben Chang som stiftes 1912 og Aalborg Fodsportsforening som stiftes året efter lage grunden til atletikken i Skovdalen, senere tilkom Aalborg Atletik Klub. I Starten var det under beskedne forhold uden omklædningsrum og først i 1918 bygges et klubhus med omklædningsrum. I slutningen af 1950'erne anlagde Aalborg Kommune det nuværende Skovdalen Atletikstadion med cindersbaner og i 1961 godkendes stadion af IAAF til internationale stævner. I forbindelse med Ungdomslegene i 1979 invies tartanbelægningen på banerne og stadion fik det udseende det har i dag. Ålborgs atletikklubber er siden 1995 samlet i Aalborg Atletik & Motion. 

## Ekstern henvisning
- Aalborg Atletik & Motion – Skovdalen gennem tiderne (Webside ikke længere tilgængelig)

|  | Denne artikel om en bygning eller et bygningsværk kan blive bedre, hvis der indsættes et (bedre) billede. Du kan hjælpe ved at afsøge Wikimedia Commons for et passende billede eller lægge et op på Wikimedia Commons med en af de tilladte licenser og indsætte det i artiklen. |

57°02′23.50″N 9°54′32.50″Ø / 57.0398611°N 9.9090278°Ø